# Roncobello
Roncobello [ɾoŋkoˈbɛlːo] (Roncobèl [ɾoŋkoˈbɛl] in dialetto bergamasco) è un comune italiano di 423 abitanti della provincia di Bergamo, in Lombardia. Situato nella valle del torrente Valsecca, laterale dell'alta Valle Brembana, dista circa 47 chilometri a nord dal capoluogo orobico.

## Origini del nome
Il toponimo dovrebbe derivare dal latino Runcus che sta ad indicare un terreno con terrazzamenti. Altre interpretazioni lo farebbero risalire al vocabolo Ronch, che in dialetto locale significa colle con pareti scoscese. L'aggettivo Bello fu invece aggiunto soltanto in tempi relativamente recenti dal re d'Italia Vittorio Emanuele II, il quale rimase incantato dall'amenità del luogo durante una sua visita.

## Storia

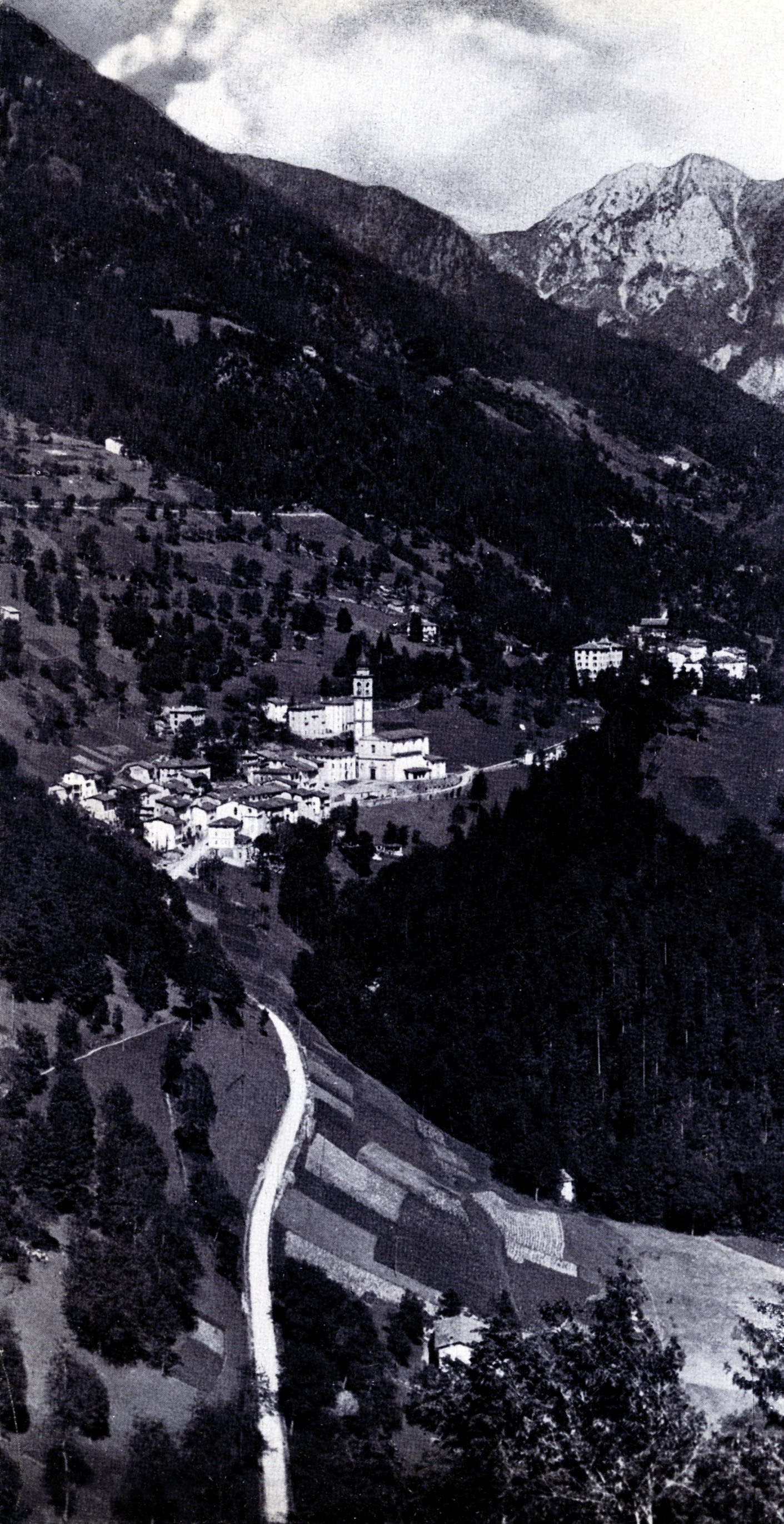
Panorama in una foto del 1935

### Antichità
Come per molti altri borghi vicini, si pensa che i primi insediamenti stabili in questa zona siano riconducibili all'epoca delle invasioni barbariche, quando le popolazioni soggette alle scorrerie si rifugiarono in luoghi remoti, al riparo dall'impeto delle orde conquistatrici. In particolar modo si presume che siano stati gli abitanti della vicina Valsassina ad arrivare per primi (presumibilmente attorno al VI secolo), come testimoniano alcuni toponimi uguali tra le due zone.

### Medioevo
I primi documenti che attestano l'esistenza del borgo risalgono al 1258, quando si fa menzione della suddivisione delle terre, avvenuta quasi 70 anni prima, operata dal vescovo di Bergamo in quei tempi proprietario dell'intera zona, ricevuta dagli imperatori del Sacro Romano Impero.
In un atto antecedente a questo, redatto nel 1234, viene nominata la frazione Bordogna, il cui nome risalirebbe a Bordonus, probabilmente un antico abitante che disponeva delle proprietà nella zona.
Scarse sono le notizie del paese anche nell'epoca medievale, quando si sa che venne posto nel feudo facente capo alla famiglia ghibellina dei Visconti, i quali diedero il permesso, ad ogni persona appartenente alla loro fazione, di uccidere un guelfo. Nonostante questo, non ci sono giunti documenti che attestano di lotte avvenute sul suolo comunale, se non la presenza di alcune fortificazioni presenti sul territorio della frazione Bordogna.
Nel 1442 il paese entrò a far parte della Repubblica di Venezia e fu inserito nel distretto amministrativo della Valle Brembana oltre la Goggia, che comprendeva tutti i comuni dell'alta valle, con capoluogo posto a Valnegra; godeva di sgravi fiscali e numerosi privilegi.

### Età moderna e contemporanea
In età napoleonica (1810) vennero aggregati al comune di Ronco i comuni limitrofi di Baresi e Bordogna, che recuperarono l'autonomia con la costituzione del Regno Lombardo-Veneto.
All'Unità d'Italia (1861) il comune di Ronco contava 592 abitanti. Due anni dopo il comune assunse la nuova denominazione di Roncobello.
Nel 1927 vennero aggregati definitivamente i comuni di Baresi e Bordogna.

### Simboli
Lo stemma e il gonfalone sono stati concessi con decreto del presidente della Repubblica del 20 agosto 1998.
Il gonfalone è un drappo di rosso.

## Monumenti e luoghi d'interesse

### Chiesa parrocchiale di San Pietro e Paolo
La chiesa parrocchiale del capoluogo, intitolata ai Santi Pietro e Paolo, risale al XVIII secolo ed è nota per le decorazioni molto ridondanti, che pongono in secondo piano gli altri affreschi.

### Bus del Castel
Notevole è la grotta denominata Bus del Castel che, per lunghezza, non ha eguali nella bergamasca, ed è la seconda in tutta la Lombardia.

## Società

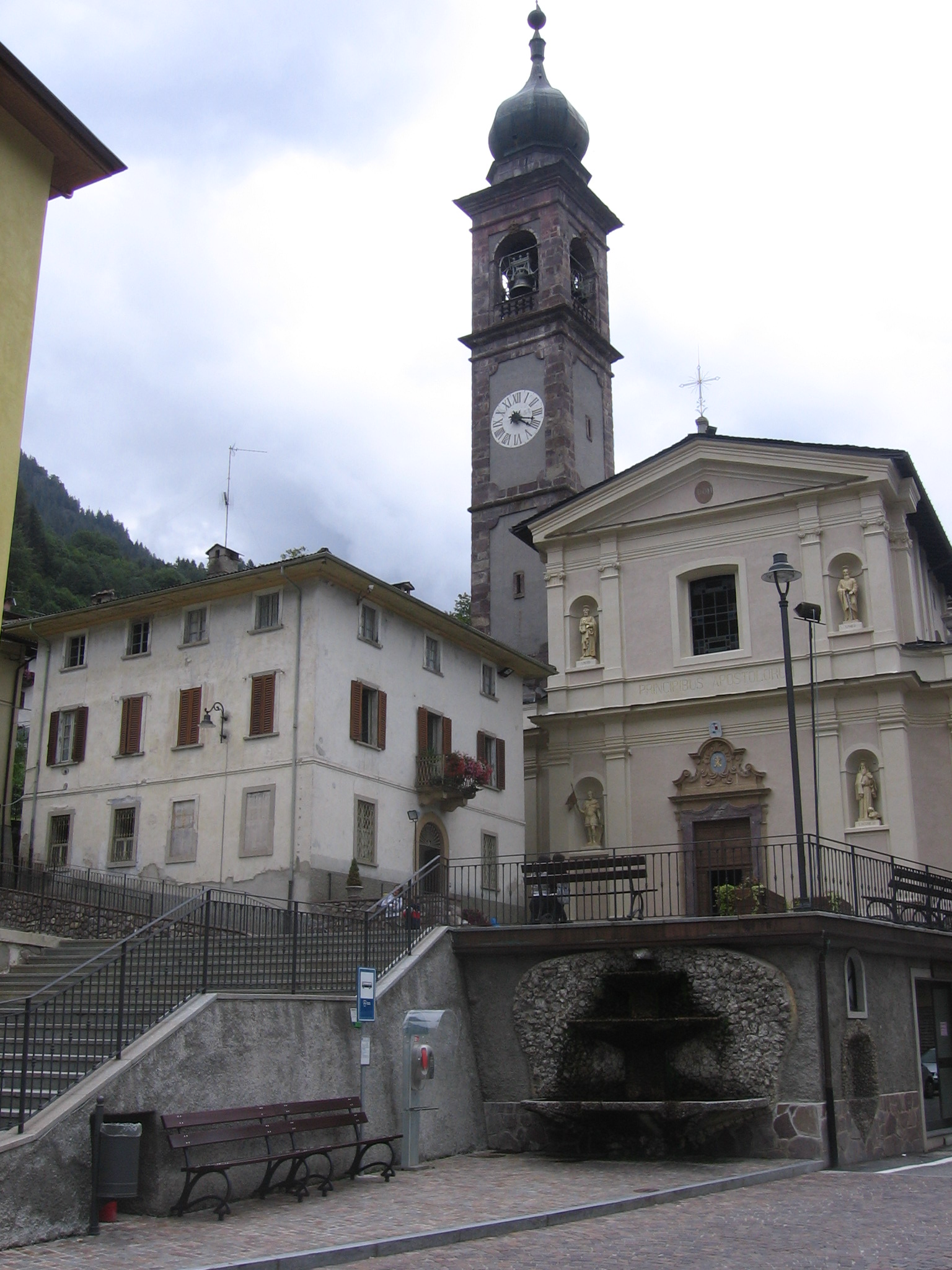
La chiesa parrocchiale di Roncobello, dedicata ai santi Pietro e Paolo

### Evoluzione demografica
Abitanti censiti

## Geografia antropica

### Suddivisioni storiche
Secondo l'ISTAT, il territorio comunale comprende i centri abitati di Baresi, Bordogna, Capovalle e Roncobello.

## Sport
Tra gli sport qui praticati abbiamo: arrampicata, basket, calcio, pallavolo, sci alpinismo, sci di fondo, tennis e trekking.